# Lipotriches triodonta
Lipotriches triodonta är en biart som först beskrevs av Kohl 1906.  Lipotriches triodonta ingår i släktet Lipotriches och familjen vägbin. Inga underarter finns listade i Catalogue of Life.